# Swiss Super League (2014/2015)
Swiss Super League 2014/2015 (oficjalnie znana jako Raiffeisen Super League ze względów sponsorskich) – 118. edycja najwyższej klasy rozgrywkowej piłki nożnej w Szwajcarii. Brało w niej udział 10 drużyn, które w okresie od 19 lipca 2014 do 29 maja 2015 rozegrały 36 kolejek meczów. Szósty tytuł z rzędu, a 18. w swojej historii zdobył FC Basel.

## Drużyny
| Uczestnicy poprzedniej edycji                                                                                 | Uczestnicy poprzedniej edycji | Uczestnicy poprzedniej edycji | Uczestnicy poprzedniej edycji |
| --- | ----------------------------- | ----------------------------- | ----------------------------- |
| BAS | FC Basel                      | 1                             |                               |
| GRA | Grasshopper Club Zurych       | 2                             |                               |
| YBO | BSC Young Boys                | 3                             |                               |
| LUZ | FC Luzern                     | 4                             |                               |
| ZUR | FC Zürich                     | 5                             |                               |
| THU | FC Thun                       | 6                             |                               |
| GAL | FC Sankt Gallen               | 7                             |                               |
| SIO | FC Sion                       | 8                             |                               |
| AAR | FC Aarau                      | 9                             |                               |
| Awans z Challenge League 2013/2014                                                                            |                               |                               |                               |
| FCV | FC Vaduz                      | 1                             |                               |
| Oznaczenia: - kolumna pierwsza – skróty nazw drużyn, - kolumna trzecia – miejsce zajęte w poprzednim sezonie. |                               |                               |                               |

## Tabela
| Lp. | Drużyna      | M  | Z  | R  | P  | B+ | B- | +/– | Pkt | Kwalifikacja lub spadek                       |
| --- | ------------ | -- | -- | -- | -- | -- | -- | --- | --- | --------------------------------------------- |
| 1   | Basel (M)    | 36 | 24 | 6  | 6  | 84 | 41 | +43 | 78  | Liga Mistrzów UEFA • III runda kwalifikacyjna |
| 2   | Young Boys   | 36 | 19 | 9  | 8  | 64 | 45 | +19 | 66  | Liga Mistrzów UEFA • III runda kwalifikacyjna |
| 3   | Zürich       | 36 | 15 | 8  | 13 | 55 | 48 | +7  | 53  | Liga Europy UEFA • III runda kwalifikacyjna   |
| 4   | Thun         | 36 | 13 | 13 | 10 | 47 | 45 | +2  | 52  | Liga Europy UEFA • II runda kwalifikacyjna    |
| 5   | Luzern       | 36 | 12 | 11 | 13 | 54 | 46 | +8  | 47  |                                               |
| 6   | Sankt Gallen | 36 | 13 | 8  | 15 | 57 | 65 | −8  | 47  |                                               |
| 7   | Sion (P)     | 36 | 12 | 9  | 15 | 47 | 48 | −1  | 45  | Liga Europy UEFA • Faza grupowa               |
| 8   | Grasshopper  | 36 | 11 | 10 | 15 | 50 | 56 | −6  | 43  |                                               |
| 9   | Vaduz        | 36 | 7  | 10 | 19 | 28 | 59 | −31 | 31  | Liga Europy UEFA • I runda kwalifikacyjna     |
| 10  | Aarau (S)    | 36 | 6  | 12 | 18 | 31 | 64 | −33 | 30  | Spadek do Swiss Challenge League              |

1. ↑  Vaduz zakwalifikował się do pierwszej rundy kwalifikacyjnej Ligi Europy UEFA wygrywając Puchar Liechtensteinu.

## Wyniki
| Gospodarz \ Gość | AAR | BAS | GRA | LUZ | GAL | SIO | THU | VAD | YBO | ZÜR | AAR | BAS | GRA | LUZ | GAL | SIO | THU | VAD | YBO | ZÜR |
| ---------------- | --- | --- | --- | --- | --- | --- | --- | --- | --- | --- | --- | --- | --- | --- | --- | --- | --- | --- | --- | --- |
| Aarau            |     | 1–2 | 1–2 | 0–3 | 0–3 | 1–0 | 2–1 | 1–1 | 3–2 | 0–1 |     | 2–1 | 0–1 | 2–6 | 0–2 | 0–1 | 3–2 | 0–1 | 1–1 | 0–0 |
| Basel            | 3–0 |     | 2–0 | 3–0 | 0–2 | 1–1 | 1–1 | 3–1 | 3–1 | 4–1 | 6–0 |     | 2–0 | 1–2 | 4–3 | 1–1 | 3–0 | 1–0 | 0–0 | 5–1 |
| Grasshopper      | 2–1 | 3–1 |     | 3–2 | 3–0 | 0–0 | 2–3 | 0–1 | 0–1 | 1–3 | 3–1 | 2–4 |     | 1–0 | 2–0 | 0–0 | 0–0 | 1–1 | 2–2 | 0–2 |
| Luzern           | 1–1 | 0–3 | 1–1 |     | 1–2 | 1–1 | 0–0 | 0–0 | 1–2 | 1–1 | 4–0 | 1–4 | 2–0 |     | 6–2 | 3–0 | 0–0 | 2–0 | 1–1 | 0–1 |
| Sankt Gallen     | 2–2 | 2–1 | 3–0 | 2–1 |     | 2–0 | 1–0 | 3–3 | 2–2 | 0–2 | 5–1 | 2–2 | 1–1 | 0–0 |     | 0–1 | 2–1 | 1–2 | 3–1 | 1–4 |
| Sion             | 2–2 | 2–3 | 3–3 | 3–1 | 1–0 |     | 0–0 | 1–0 | 0–1 | 1–3 | 1–0 | 0–1 | 0–5 | 2–2 | 3–0 |     | 3–0 | 4–0 | 6–2 | 1–2 |
| Thun             | 0–0 | 2–3 | 3–2 | 3–2 | 3–1 | 2–1 |     | 1–0 | 0–1 | 2–1 | 1–1 | 2–2 | 2–2 | 1–0 | 4–1 | 2–1 |     | 4–0 | 0–0 | 2–2 |
| Vaduz            | 1–0 | 0–4 | 1–1 | 1–1 | 2–2 | 1–0 | 0–1 |     | 0–2 | 1–4 | 0–2 | 1–3 | 0–1 | 0–2 | 3–1 | 0–2 | 1–1 |     | 0–1 | 2–2 |
| Young Boys       | 1–1 | 0–1 | 4–0 | 3–2 | 4–2 | 2–1 | 1–1 | 0–1 |     | 2–1 | 2–2 | 4–2 | 4–2 | 0–1 | 3–1 | 3–2 | 4–0 | 2–1 |     | 3–0 |
| Zürich           | 0–0 | 1–2 | 1–0 | 2–3 | 1–1 | 4–1 | 2–1 | 3–0 | 2–1 |     | 0–0 | 1–2 | 4–3 | 0–1 | 1–2 | 0–1 | 0–1 | 2–2 | 0–1 |     |

1. ↑  Przerwany przy wyniku 0-0 w 67' z powodu obfitych opadów śniegu. Powtórzony 18 marca.

## Najlepsi strzelcy
22 bramki
- Shkëlzen Gashi (Basel)

17 bramek
- Guillaume Hoarau (Young Boys)
- Marco Schneuwly(inne języki) (|Luzern)

16 bramek
- Moussa Konaté (Sion)

13 bramek
- Munis Dabbur (Grasshopper)

12 bramek
- Marco Streller (Basel)
- Dario Lezcano (Luzern)
- Berat Sadik (Thun)

Źródło: sfl.ch, transfermarkt

## Stadiony
| Aarau               |
| Stadion Brügglifeld |
| 9 249               |
|                     |

| Basel          |
| St. Jakob-Park |
| 38 512         |
|                |

| Grasshopper        |
| Letzigrund Stadion |
| 23 605             |
|                    |

| Luzern        |
| Swissporarena |
| 17 500        |
|               |

| Sankt Gallen |
| AFG Arena    |
| 19 694       |
|              |

| Sion             |
| Stade Tourbillon |
| 16 500           |
|                  |

| Thun       |
| Arena Thun |
| 10 000     |
|            |

| Vaduz             |
| Rheinpark Stadion |
| 7 584             |
|                   |

| Young Boys               |
| Stade de Suisse Wankdorf |
| 31 783                   |
|                          |

| Zürich             |
| Letzigrund Stadion |
| 23 605             |
|                    |